# Калинка (приток Сосьвы)
Калинка — река в России, протекает по Свердловской области. Устье реки находится в 95 км по правому берегу реки Сосьва. Длина реки составляет 64 км.

## Притоки
- 15 км: Кульма (лв)
- Малый Вончер (пр)
- 32 км: Чарах (лв)
- 41 км: Ишта (пр)
- 41 км: Малая Речка (пр)
- 52 км: река без названия (пр)
- Калинка 1-я (лв)

## Данные водного реестра
По данным государственного водного реестра России, относится к Иртышскому бассейновому округу, водохозяйственный участок реки — Тавда от истока и до устья, без реки Сосьва от истока до водомерного поста у деревни Морозково, речной подбассейн реки — Тобол. Речной бассейн реки — Иртыш.
Код объекта в государственном водном реестре — 14010502512111200011345.